# Dorothy Vernon fra Haddon Hall
Dorothy Vernon fra Haddon Hall (originaltitel Dorothy Vernon of Haddon Hall) er en amerikansk stumfilm fra 1924 af Marshall Neilan.

## Medvirkende
- Mary Pickford som Dorothy Vernon
- Anders Randolf som Sir George Vernon
- Marc McDermott som Sir Malcolm Vernon
- Carrie Daumery som Lady Vernon
- Allan Forrest som Sir John Manners
- Lottie Pickford som Jennie Faxton
- Wilfred Lucas som Earl
- Clare Eames som Elizabeth
- Estelle Taylor som Mary